# غوردونفيل (ميزوري)
غوردونفيل (بالإنجليزية: Gordonville, Missouri)‏ هي منطقة سكنية تقع في الولايات المتحدة في مقاطعة كيب غيراردو، ميزوري. يقدر عدد سكانها بـ 391 نسمة ومساحتها 2.02 كم2 وترتفع عن سطح البحر 120 متر.

## التركيبة السكانية
قام مكتب تعداد الولايات المتحدة بتحديد بيانات التركيبة السكانية لغوردونفيل في تعداد الولايات المتحدة. في ما يلي، التركيبة السكانية حسب تعدادي 2000 و2010.

### تعداد عام 2000
بلغ عدد سكان غوردونفيل 425 نسمة بحسب تعداد عام 2000، وبلغ عدد الأسر 154 أسرة وعدد العائلات 129 عائلة مقيمة في القرية. في حين سجلت الكثافة السكانية 527.1 نسمة لكل ميل مربع (203.5/كم2). وبلغ عدد الوحدات السكنية 158 وحدة بمتوسط كثافة قدره 196.0 نسمة لكل ميل مربع (75.7/كم2).
وتوزع التركيب العرقي للقرية بنسبة 98.59% من البيض و 0.94% من الأمريكيين الأصليين و 0.47% من عرقين مختلطين أو أكثر.
بلغ عدد الأسر 154 أسرة كانت نسبة 39.6% منها لديها أطفال تحت سن الثامنة عشر تعيش معهم، وبلغت نسبة الأزواج القاطنين مع بعضهم البعض 77.9% من أصل المجموع الكلي للأسر، ونسبة 4.5% من الأسر كان لديها معيلات من الإناث دون وجود شريك، وكانت نسبة 15.6% من غير العائلات. تألفت نسبة 13.6% من أصل جميع الأسر من أفراد ونسبة 8.4% كانوا يعيش معهم شخص وحيد يبلغ من العمر 65 عاماً فما فوق. وبلغ متوسط حجم الأسرة المعيشية 3.03، أما متوسط حجم العائلات فبلغ 2.76.
بلغ العمر الوسطي للسكان 40 عاماً. وكانت نسبة 27.1% من القاطنين تحت سن الثامنة عشر، وكانت نسبة 6.8% بين الثامنة عشر والأربعة وعشرون عاماً، ونسبة 27.3% كانت واقعةً في الفئة العمرية ما بين الخامسة والعشرون حتى والأربعة وأربعون عاماً، ونسبة 24.9% كانت ما بين الخامسة والأربعون حتى الرابعة والستون، ونسبة 13.9% كانت ضمن فئة الخامسة والستون عاماً فما فوق. يوجد لكل 100 أنثى 88.1 ذكر، ويوجد لكل 100 أنثى في الثامنة عشر من عمرها فما فوق 92.5 ذكر.
بلغ متوسط دخل الأسرة في القرية 53,125 دولار، أما متوسط دخل العائلة فبلغ 57,375 دولار. وكان متوسط دخل الذكور 35,341 دولار مقابل 17,917 دولار للإناث. وسجل دخل الفرد الخاص بالقرية 20,763 دولار. وكانت نسبة 1.6% من العائلات ونسبة 3.9% من السكان تحت خط الفقر، وكان من هؤلاء نسبة 6.8% تحت سن الثامنة عشر ونسبة 3.6% في الخامسة والستين من العمر وما فوق.

### تعداد عام 2010
بلغ عدد سكان غوردونفيل 391 نسمة بحسب تعداد عام 2010، وبلغ عدد الأسر 157 أسرة وعدد العائلات 124 عائلة مقيمة في القرية. في حين سجلت الكثافة السكانية 501.3 نسمة لكل ميل مربع (193.6/كم2). وبلغ عدد الوحدات السكنية 167 وحدة بمتوسط كثافة قدره 214.1 لكل ميل مربع (82.7/كم2).
وتوزع التركيب العرقي للقرية بنسبة 99.23% من البيض و 0.26% من الأمريكيين الأفارقة و 0.51% من عرقين مختلطين أو أكثر.
بلغ عدد الأسر 157 أسرة كانت نسبة 28.7% منها لديها أطفال تحت سن الثامنة عشر تعيش معهم، وبلغت نسبة الأزواج القاطنين مع بعضهم البعض 72.6% من أصل المجموع الكلي للأسر، ونسبة 3.8% من الأسر كان لديها معيلات من الإناث دون وجود شريك، بينما كانت نسبة 2.5% من الأسر لديها معيلون من الذكور دون وجود شريكة وكانت نسبة 21.0% من غير العائلات. تألفت نسبة 19.7% من أصل جميع الأسر من أفراد ونسبة 8.3% كانوا يعيش معهم شخص وحيد يبلغ من العمر 65 عاماً فما فوق. وبلغ متوسط حجم الأسرة المعيشية 2.81، أما متوسط حجم العائلات فبلغ 2.48.
بلغ العمر الوسطي للسكان 46.5 عاماً. وكانت نسبة 17.4% من القاطنين تحت سن الثامنة عشر، وكانت نسبة 8% بين الثامنة عشر والأربعة وعشرون عاماً، ونسبة 21.7% كانت واقعةً في الفئة العمرية ما بين الخامسة والعشرون حتى والأربعة وأربعون عاماً، ونسبة 36% كانت ما بين الخامسة والأربعون حتى الرابعة والستون، ونسبة 16.9% كانت ضمن فئة الخامسة والستون عاماً فما فوق. وتوزع التركيب الجنسي للسكان بنسبة 49.1% ذكور و50.9% إناث.